# 奎卢叛乱
奎卢叛乱（法語：Rébellion du Kwilu）是1963年—1965年发生在刚果共和国（利奥波德维尔）（今刚果民主共和国）西部地区的内战，处于更广泛的刚果危机和冷战的背景下。叛乱由皮埃尔·穆莱莱领导，他是被罢黜的总理帕特里斯·卢蒙巴的追随者之一。穆莱莱领导的一支毛主义叛军在奎卢区发动了针对政府的武装起义。这场叛乱以争取独立为核心，同时也受到经济、社会和文化方面的不满的推动。在中华人民共和国的支持下，叛军主要采取游击战术对抗政府军。奎卢叛乱与在刚果其他地区爆发的辛巴叛乱同时进行。虽然叛乱在1965年初被政府镇压，但其政治影响深远，最终导致奎卢作为正式省份的解体。